# St. Georg (Straßkirchen)

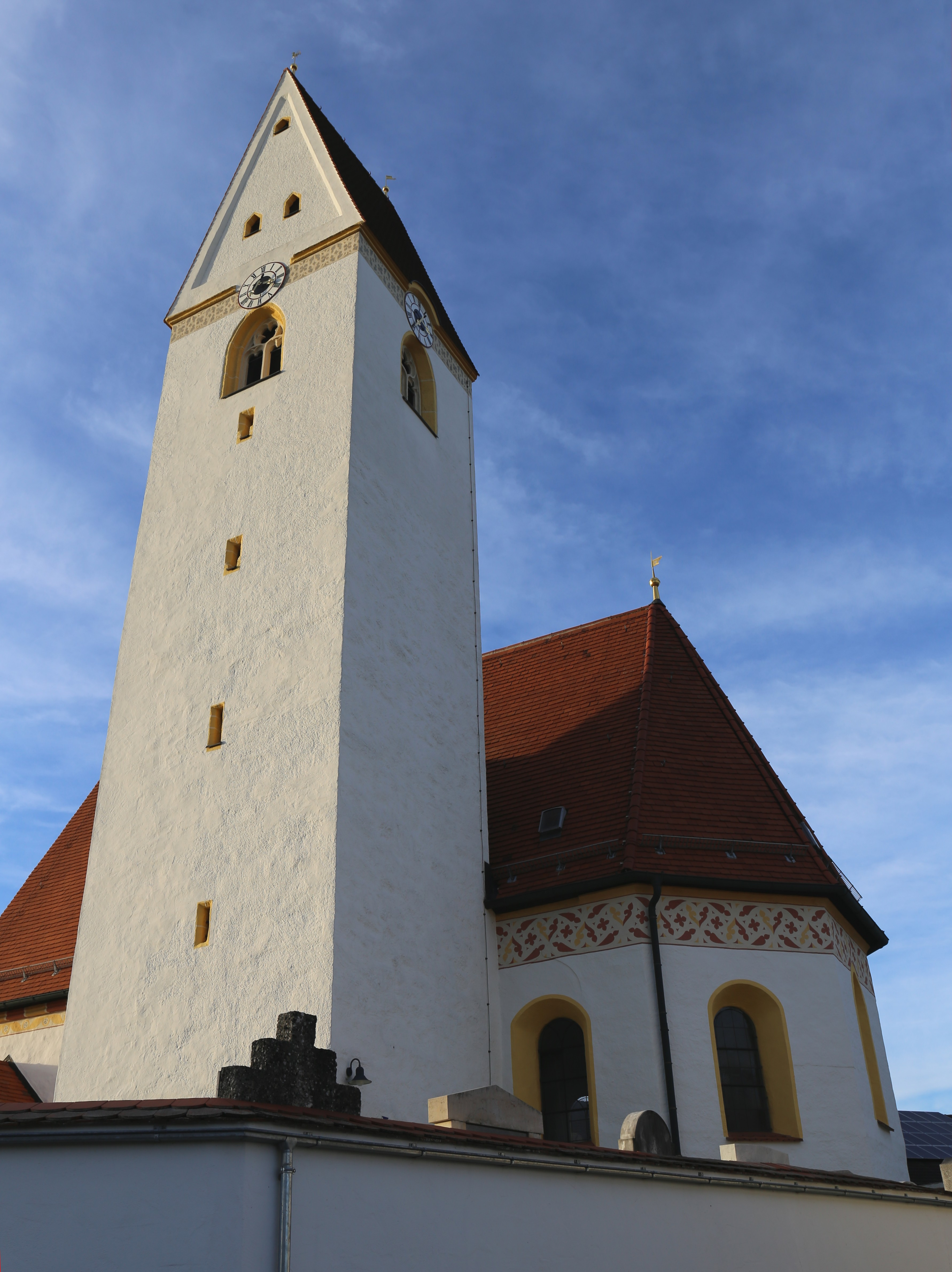
St. Georg in Straßkirchen

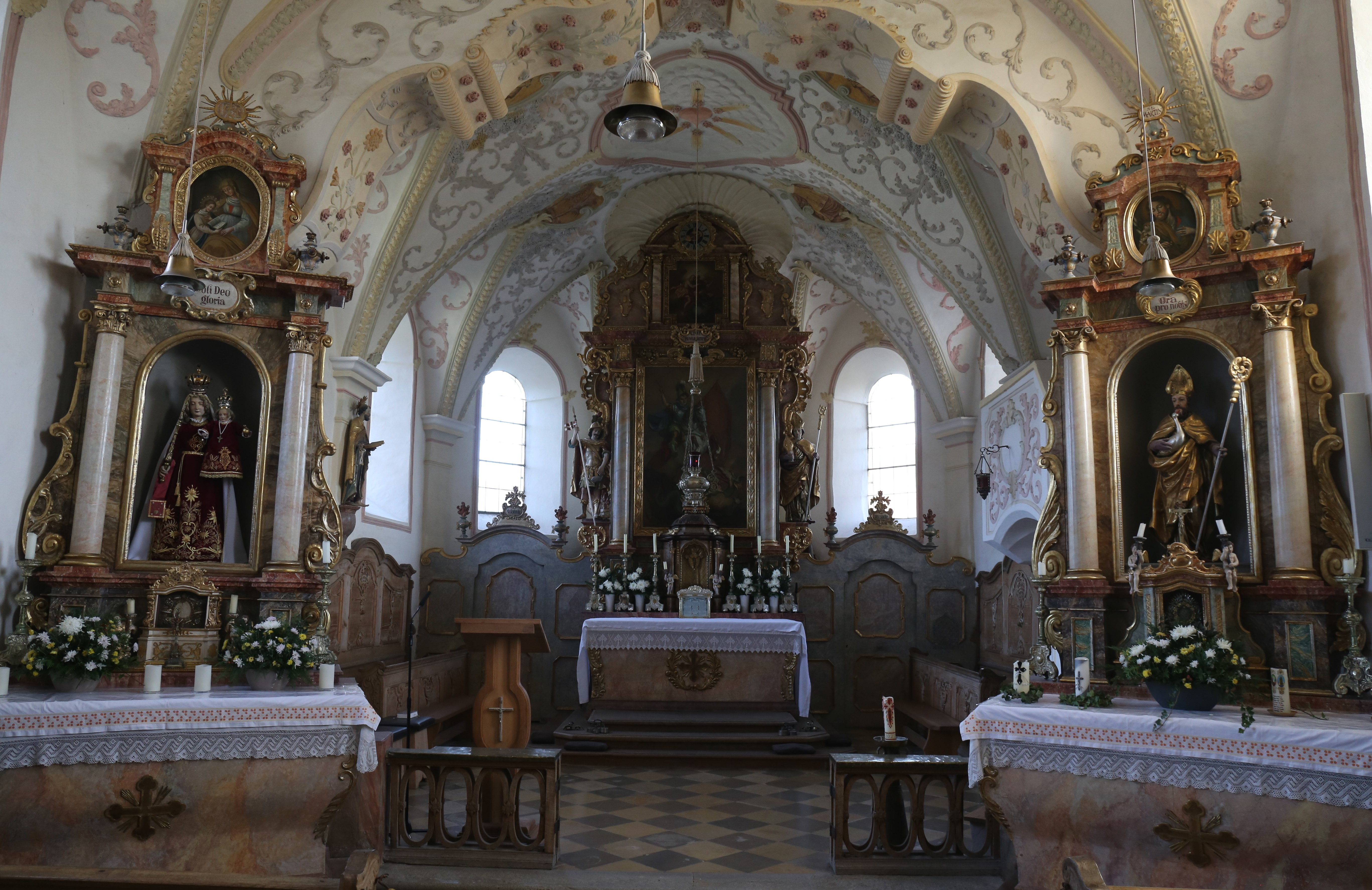
Innenraum

Die römisch-katholische Filialkirche St. Georg steht in Straßkirchen, einem Gemeindeteil von Vogtareuth im oberbayerischen Landkreis Rosenheim. Sie ist in der Liste der Baudenkmäler in Vogtareuth als Baudenkmal unter der Nr. D-1-87-181-22 eingetragen. Die Kirche gehört zum Dekanat Rosenheim im Erzbistum München und Freising.

## Beschreibung
Die spätgotische Saalkirche wurde in der zweiten Hälfte des 15. Jahrhunderts erbaut. Sie besteht aus dem Langhaus zu drei Jochen, dem dreiseitig geschlossenen Chor im Osten und dem mit einem quer angeordneten Satteldach bedeckten Chorflankenturm  mit der Sakristei im Erdgeschoss an der Südwand des Chors. An der Südwand des Langhauses befindet sich ein Vorbau.
Der Innenraum wurde 1732 barock umgestaltet. Im Inneren des Chors wurden 1732 schwarzweiße Deckenmalereien ausgeführt. Der um 1665 gebaute Hochaltar wird von den Skulpturen des Florian von Lorch und des Dionysius von Paris flankiert. Auf dem Altarretabel ist die Trinität dargestellt.